# رينيه برترام
رينيه برترام (بالألمانية: René Bertram)‏ هو مجدف ألماني، ولد في 21 يوليو 1981 في ماغديبورغ في ألمانيا.

## وصلات خارجية
- رينيه برترام على موقع الاتحاد الدولي للتجديف (الإنجليزية)
- رينيه برترام على موقع اللجنة الأولمبية الدولية (الإنجليزية)
- رينيه برترام على موقع أوليمبيديا (الإنجليزية)